# 李抱玉
李抱玉（704年—777年），河西武威（甘肃武威）人。本名安重璋，唐肃宗赐姓李氏，唐玄宗為其改名抱玉。

## 家世
出自昭武九姓之一安国。唐朝初年开国功臣安兴贵的后裔。
- 高祖：安兴贵，右武候大将军、凉国公。
- 曾祖：安恒安，不仕。
- 祖父：安文成，不仕。
- 父亲：安忠敬（661年—726年），左司御率兼河西节度副大使临洮军使，转鄯州都督。

## 生平
李抱玉家族世代居住于河西，以善养名马而闻名。李抱玉在西州长大，爱好骑射，熟识军事。安史之亂時，唐肃宗在灵武即位，至德二年（757年）五月赐姓李氏，乾元初年（758年），投靠太尉李光弼，屢建戰功，由右羽林大将军升为持节郑州（今属河南）诸军事兼郑州刺史。唐玄宗以其戰河西有功，為其改名抱玉。李光弼固守河阳（今河南孟县东南），光弼問李抱玉：「將軍能為我守南城二日乎？」李抱玉果不負使命，贼帅周挚撤退。以坚守河阳，收复怀州，皆功居第一，迁泽州刺史、兼御史中丞，封栾城县公。唐代宗即位，擢为泽潞节度使、潞州大都督府长史、兼御史大夫，加领陈、郑二州，迁任兵部尚書，封武威郡王。抱玉多次上书恳辞王爵，代宗只好改封其为凉国公，拜为司徒。
广德元年（763年），吐蕃攻陷京师长安，唐代宗逃往陕州，李抱玉兼任凤翔节度使，负责围剿溃卒与乡村亡徒组成的土匪军，旬日内平定，以功迁司空。李抱玉为唐朝镇守西部要害，抵御吐蕃入侵，深受唐代宗的恩宠，官至同中书门下平章事，又兼山南西道节度使、河西陇右山南西道副元帅、判梁州事，连统三道节制，兼领凤翔、潞、梁三大府，秩处三公。李抱玉以任位崇重，请求辞去司空及山南西道节度、判梁州事的职务，并退授兵部尚书。他镇守凤翔十余年，虽无破虏之功，但境内比较安定，颇为当时所称赞。大历十二年（777年），卒於河西陇右副元帅、同中书门下平章事任上，年七十四。代宗罢朝三日，追赠太保，谥号昭武。 
子李自正，字尚贞，少府监，袭凉国公。工正书，其父李抱玉纪功碑阴记为其所书。

## 延伸阅读
[在维基数据编辑]
 在维基文库阅读此作者作品
 《舊唐書·卷132》，出自刘昫《舊唐書》
 《新唐書/卷138》，出自《新唐書》